# Eisenwerk Albbruck
Das Eisenwerk Albbruck war eine landesherrlich-vorderösterreichische Eisenhütte mit Hammerschmiede und Hochofen in Albbruck an der Mündung der Alb in den Rhein, im heutigen Landkreis Waldshut in Baden-Württemberg. Eine Abbildung in der Illustrierten Zeitung Leipzig nach einer Zeichnung von Carl Friedrich Harveng zeigt die Gebäude um 1860 an der Albbrücke. 1870 entstand daraus die Papierfabrik Albbruck.

## Geschichte
Das Werk wurde 1680 von dem Bieler Ratsherr Abraham Chemilleret gegründet. Am 18. September 1684 wurde der Schmelzofen angeblasen, fertiggestellt war das Werk erst 1686. Beteiligt – ebenfalls als Admodiatoren – an dem Unternehmen waren Abel Socin aus Biel, Albrecht Faesch und der Bürgermeister von Basel Johann Jakob Merian. Nach dem Tod von Abraham Chemilleret wurde Johann Jakob Merian bald alleiniger Pächter, später kam sein Schwiegersohn Ernst Ludwig Burckhardt dazu. In diesen Familien blieb das Unternehmen, bis es 1729 Heinrich Hurter aus Schaffhausen von der vorderösterreichischen Regierung wegen der Anfechtung der bisherigen Verträge verliehen bekam. Bohnerz wurde zunächst aus dem Berner Gebiet, aus Urgitz bezogen, das Werk gehörte nicht dem Hammerschmiedebund an und erhielt daher vorerst kein Erz aus dem Fricktal, war somit aber auch keinen Beschränkungen unterworfen. Den notwendigen Kalk bezog man in Form von Muschelkalkfels aus dem benachbarten Schwaderloch, Holz durch Scheitholztrift und Holzkohle aus dem umliegenden Hotzenwald. Nach 1700 wurde vorrangig Bohnerz aus dem Klettgau verhüttet. Es wurden bis 1705 jährlich zwischen 3000 und 5000 Zentner Schmiedeeisen erzeugt, damit war es nach dem Hüttenwerk Wehr das größte Eisenwerk am Hochrhein.

### Kloster St. Blasien
1755 erwarb Abt Meinrad Troger Anteile an dem Eisenwerk. Beteiligt wurden auch der Oberzollner Andreas Josias Kilian aus Waldshut und der Amtmann Johann Konrad Gleichauf von Gleichenstein. Hurter blieb zunächst Betriebsleiter, schied aber nach Unregelmäßigkeiten 1757 aus. Kilian schied 1763 ebenfalls aus, so dass Abt Meinrad sich einen Pater Bergwerksdirektor einstellte. Zwischen 1750 und 1770 erzeugte das Werk jährlich rund 10.000 Zentner Massel- und Gusseisen. Bohnerz kam nun auch verstärkt aus Baden AG, aus Kasteln, Königsfelden, Schenkenberg AG, Biberstein und dem Eisenbergwerk Küttigen. Dafür lieferte das Werk Munition in die Schweiz, vor allem in Form von massiven Kanonenkugeln und Hohlkugeln. Ab 1760 erwarb man auch Bohnerze aus Fürstenbergischen Revieren, später auch aus Kandern. Die Aufsicht über das Werk hatte Marquardt von Gleichenstein, doch St. Blasien unter Abt Martin Gerbert strebte die alleinige Herrschaft an und erwarb, da nur es über genügend große Holzvorräte verfügte, am 27. November 1778 für 90.000 Gulden Wiener Währung das Eisenwerk Albbruck als Eigentümer. Nun wurde wiederum das Erz knapp und man pachtete wieder Bohnerzgruben im Klettgau von der Schwarzenbergischen Herrschaft. 1786 waren die Holzvorräte erschöpft. Man wollte das Eisenwerk Wehr aufkaufen und stilllegen, um dessen Holzvorräte zu verwenden, was jedoch nicht genehmigt wurde, so machte man weiter und konnte bis 1806 noch sehr gute und nachgefragte Qualität an Gusseisen erzeugen. Nun wollte der Inhaber der Wehrer Hütte, Phillip Merian das Werk erwerben, was jedoch auch abgelehnt wurde.
Das Werk unterstand kirchlich ursprünglich der Pfarrei Hochsal, kam dann nach Schwierigkeiten (u. a. Sonntagsarbeit) unter Heinrich Hurter zur Pfarrei Dogern. Bereits ab 1755 und dann mit Kauf ab 1778 versahen die Kapuziner aus dem Kapuzinerkloster Waldshut im Auftrag von St. Blasien die Seelsorge und den Gottesdienst für die Werksleute sowie die jährliche Hochofenweihe. Als sie jedoch Trauungen vornahmen, ohne zu prüfen, ob Heimatberechtigung, behördliche Heiratserlaubnis etc. vorlagen, entzog man sie ihnen wieder.

### Großherzogtum Baden
Am 27. September 1806 übernahm der Badische Staat das Werk, nachdem das Kloster St. Blasien aufgehoben worden war. 1835 erwarb man das Torfmoos Willaringen (Kühmoos), um zusätzlich zum Holz auch Torf zu verwenden. 1850 erzeugte man 27.000 Zentner Roheisen. 1865 gab man die Torfgewinnung auf. Hergestellt wurden neben Kleinteilen und Öfen auch große Gussstücke, auf der Allgemeinen Deutschen Industrieausstellung 1854 in München erhielt man eine Belobigung.
Durch die beginnende Industrialisierung erlebte das Werk eine Blütezeit, doch nach 1860 setzte sich durch Steinkohle erschmolzenes Eisen durch. Zwar hatte man 1863 das Werk nochmals modernisiert, doch es überlebte die Eisenkrise in Baden nicht. Die Arbeiter erhielten Unterstützung bzw. wurden angehalten, in die USA auszuwandern, andere fanden Arbeit bei der aufstrebenden Eisenbahn. Wer nicht heimatberechtigt war, durfte unter anderem auch nicht heiraten. 1845 wurde Albbruck eine eigene Stabhalterei, die Lage wurde dadurch nicht besser, Invalide und Hinterbliebene wurden abgeschoben. Nur besonders fleißige Personen konnten sich in der Gemeinde einkaufen oder erhielten dafür Unterstützung. Die Situation der Arbeiter war gegenüber den Gewinnen stets schlecht. Nach der Stilllegung des Eisenwerks eröffnete Emil Nägele 1866 eine eigene Eisengießerei in Albbruck. Für die Kalktransporte aus Schwaderloch bestand früh eine Rheinfähre. Eine Fähre wurde dann auch von den Arbeitern für die Papierfabrik genutzt. Im Jahr 1931 baute man hier die Rheinbrücke Albbruck–Schwaderloch.

### Papierfabrik Albbruck
Nach vier Jahren Leerstand ersteigerte 1870 der Schweizer Nationalrat Nicolaus Kaiser aus Grellingen das Werk für die Gesellschaft für Holzstoffbereitung, die hier ab 1883 als Papierfabrik Albbruck zunächst Holzschliff produzierte. Die Bedingungen und Verdienste der Arbeiter wurden wesentlich besser.